# Nina Rubinstein
Nina Rubinstein (* 2. Juli 1908 in Berlin; † 28. September 1996 in New York, Pseudonym: Nina Stein) war eine US-amerikanische Soziologin und Übersetzerin mit mehrfachem Exilschicksal.

## Leben
Nina Rubinstein wurde 1908 in Berlin geboren, sie stammte aus einer Familie jüdischer, lettisch-russischer Menschewiken, ihr Vater war Alexander N. Rubinštejn, bekannt unter seinem Pseudonym Alexander Stein. Sie lebte mit ihrer Mutter von 1914 bis 1917 in Kopenhagen, im Winter 1917/1918 in Petrograd, ab 1918 wieder in Berlin. Rubinstein, die sich seinerzeit, dem Pseudonym ihres Vaters folgend, „Nina Stein“ nannte und als Übersetzerin tätig war, studierte ab 1929 an den Universitäten Heidelberg und Frankfurt am Main Soziologie und reichte 1933 an der Universität Frankfurt ihre Dissertationsschrift über die französische Emigration nach 1789 ein. Bevor diese verteidigt und Rubinstein promoviert werden konnte, wurde ihr Doktorvater, Karl Mannheim, nach der Machtergreifung der Nationalsozialisten aus der Universität gedrängt und zur Emigration gezwungen.
Nina Rubinstein musste als Jüdin und wegen ihrer russischen Herkunft ebenfalls emigrieren und versuchte, ihre aus Frankfurt gerettete Arbeit zu übersetzen und in Paris an der Sorbonne einzureichen; aufgrund der Lebensumstände im französischen Exil kam es nicht mehr dazu. Rubinstein war erneut gezwungen zu emigrieren, als die Wehrmacht Paris besetzte. Ihre Dissertation musste sie in Frankreich zurücklassen. Auch der Versuch, an der New School for Social Research in New York erneut eine Dissertation einzureichen, scheitert an den Lebensumständen im Exil. Rubinstein, die mehrere Sprachen sprach, arbeitete als Übersetzerin, zuletzt bei den Vereinten Nationen. Seit 1949 war sie amerikanische Staatsbürgerin.
Ihre Dissertation wurde in Paris wieder aufgefunden und nach New York übermittelt. 1989 wurde sie erneut der Universität Frankfurt vorgelegt. Nina Rubinstein wurde, inzwischen 81 Jahre alt, zur  Disputation ihrer Schrift geladen und 1989 mit 56 Jahren Verspätung promoviert.

## Ehrung
Nach Nina Rubinstein ist seit 2016 eine Straße auf dem Campus Westend der Goethe-Universität Frankfurt benannt.